# Liliʻuokalani
Liliʻuokalani, egentligen Lydia Liliʻu Loloku Walania Kamakaʻeha, född 2 september 1838 i Honolulu, död 11 november 1917 i Honolulu, var regerande drottning av Hawaii mellan 1891 och 1893. Hon var den sista regenten i Kungariket Hawaii. Hon var också Hawaiis enda kvinnliga monark.

## Tidigt liv
Liliʻuokalani hette ursprungligen Lydia. Hon var dotter till prins Caesar Kapaʻakea och prinsessan Analea Keohokālole. Hon adopterades enligt sed av prins Abner Pākī och prinsessan Laura Kōnia och växte upp som fostersyster till prinsessan Bernice Pauahi Bishop. Både hennes biologiska och hennes adoptivföräldrar tillhörde grenar av den kungliga familjen. Hon utbildades vid Royal School 1842–1853. Det var en amerikansk missionärsskola för barn ur hövdingaklassen som lärde ut västerländska grundämnen samt kristen moral.
Liliʻuokalani och hennes syskon förklarades 1842 arvsberättigade till tronen av kung Kamehameha III. Hon förlovade sig 1860 och gifte sig 1862 i ett kärleksäktenskap med den amerikanskfödde John Owen Dominis. Paret fick aldrig gemensamma barn. Hon adopterade, enligt den traditionella hawaiianska hānai-seden, Lydia Kaʻonohiponiponiokalani Aholo, Joseph Kaiponohea ʻAeʻa, och sin styvson John ʻAimoku Dominis. Hennes man, John Owen, hade ett utomäktenskapligt barn. Lili‘uokalani har i sin dagbok beskrivit sitt äktenskap som sorgligt.
Från det att Kamehameha IV år 1855 hade bestigit tronen var hon en aktiv del av hovlivet. Hon tillhörde de högst rankade kungliga kvinnorna på Hawaii och deltog vid offentliga tillfällen som hovdam till drottning Emma Kaleleonalani.

## Tronarvinge
År 1874 blev hennes bror David Kalākaua kung. Han gav henne formellt titeln prinsessa, och utnämnde deras bror Leleiohoku II till tronarvinge. Efter Leleiohoku II:s död 1877 utropades Liliʻuokalani till sin brors tronföljare. Det var i samband med detta hon bytte namn från Lydia till Liliʻuokalani. Mellan januari och november 1881 var hon Hawaiis ställföreträdande regent under sin bror kungens jorden-runt-resa. Under sitt regentskap hanterade hon framgångsrikt en smittkoppsepidemi, som hon genom sträng karantän lyckades isolera. Hon besökte också Fader Damiens berömda Kalaupapa spetälskekoloni på Molokai. Hon grundade 1886 Liliuokalani's Savings Bank i Honolulu, hjälpte Isabella Chamberlain Lyman etablera en lånegrupp för kvinnor, Kumukanawai o ka Liliuokalani Hui Hookuonoono i Hilo, och grundade Liliʻuokalani Educational Society, som betalade fattiga hawaiianska flickors utbildning vid Kawaiahaʻo Seminary for Girls.
Liliʻuokalani närvarade 1887 vid drottning Viktorias Guldjubileum som sin brors representant tillsammans med sin make och sin svägerska drottningen. Vid återkomsten till Hawaii blev hon informerad om den så kallade Bajonettkonstitutionen som hennes bror hade tvingats införa under hennes frånvaro. Denna begränsade monarkens makt och stärkte regeringens, samtidigt som den begränsade rösträtten till överklassen, som till större delen bestod av immigranter av amerikanskt ursprung, något som gjorde Hawaii till en pro-amerikansk oligarki och marionettstat. Nationalisterna James I. Dowsett, Jr. och William R. Castle föreslog henne att avsätta sin bror och uppsätta henne på tronen. Hon uppger att hon svarade nej, medan de senare uppgav att hon gav ett villkorligt "om nödvändigt"-svar. I november 1890 utnämndes hon till ställföreträdande regent under sin brors resa till USA.

## Regeringstid
Liliʻuokalani tillträdde tronen 29 januari 1891, nio dagar efter sin bror Kalākauas död i Kalifornien, och avlade sin ed om att försvara konstitutionen som monark. Hon blev Hawaiis första kvinnliga monark. Hon avskedade sin brors kabinett och utnämnde Samuel Parker, Hermann A. Widemann, William A. Whiting och Charles N. Spencer till sina ministrar. Hon gjorde sin make till prinsgemål och utnämnde honom till guvernör av Oʻahu. Liliʻuokalani hade inga egna barn, men nominerade sin systerdotter, Ka‘iulani, till tronarvinge. Hon gjorde därefter den traditionella eriksgatan genom alla rikets öar, där hon hyllades som monark. Endast sju månader efter sitt trontillträde blev hon änka, vilket påverkade henne djupt.
Liliʻuokalani inledde arbetet med att införa en ny konstitution, som skulle ge henne och den hawaiianska urbefolkningen större makt och inflytande. Hon ämnade återinföra den makt monarken hade haft före 1887 års Bajonettkonstitution, och utöka antalet röstberättigande bland den hawaiianska urbefolkningen. Bajonettkonstitutionen begränsade rösträtten till personer med viss förmögenhet, vilket uteslöt nästan hela den hawaiianska befolkningen till förmån för amerikanskättade immigranter.
Liliʻuokalanis planer skapade oro bland proamerikanska personer samt hos USA, vars inflytande hade garanterats genom den rådande konstitutionen. För att säkra USA:s inflytande och förhindra införande av handelshinder beordrades kryssaren USS Boston under ledning av John L. Stevens att landsätta trupper under föregivande att man skulle skydda regeringsbyggnader och det kungliga residenset. De amerikanska trupperna sköt inga skott och intog ingen byggnad, men deras närvaro innebar att rojalisterna var oförmögna att agera mot den pro-amerikanska republikanska oligarkin under Sanford B. Dole, som därmed kunde iscensätta en kupp utan motstånd. Drottningen avsattes 17 januari 1893. Hon abdikerade tillfälligt genom att överlämna sin tron till USA, och sedan inleda förhandlingar med den amerikanska regeringen om vilka krav de hade för att återinsätta henne på tronen. USA var villigt att återinsätta henne på tronen om hon gick med på att bevilja amnesti åt kuppmakarna, men förhandlingarna misslyckades när hon vägrade gå med på detta krav. Republiken Hawaii utropades 4 juli 1894 med Sanford B. Dole som president.

## Senare liv
USA:s mål var i realiteten att annektera Hawaii, men detta förhindrades initialt av president Grover Cleveland. I januari 1895 gjordes ett misslyckat försök till kontrarevolution mot regeringen av rojalister under Robert W. Wilcox och Samuel Nowlein. Exdrottningen sade sig sakna kännedom om saken men sattes i husarrest i Iolanipalatset av oligarkiregeringen, sedan vapen hade hittats nedgrävda i hennes trädgård. Hon dömdes som skyldig till fem års straffarbete, som omvandlades till husarrest. Den 24 januari 1895 tvingades Liliʻuokalani officiellt avsäga sig tronen. Hon uppgav senare att hon hade gjort detta därför att hon hade blivit lovad att alla inblandade i kuppförsöket skulle släppas. Hon släpptes ur husarresten genom en benådning 13 oktober 1896. USA annekterade officiellt Hawaii efter utbrottet av den spansk-amerikanska kriget 1898.
Liliʻuokalani levde resten av sitt liv som privatperson. År 1909 väckte hon åtal mot USA för den amerikanska konfiskationen av den kungliga marken efter annekteringen. Hon drev rättsmålen fram till 1911. Hon förlorade målet då USA hänvisade till att kunglig egendom i strikt mening inte var privategendom, men tillerkändes en amerikansk statspension. Hon avled i sin bostad Washington Place i Honolulu 11 november 1917.
Lili‘uokalani testamenterade sin egendom till föräldralösa barn i Hawaii. För detta grundades Lili‘uokalani Trust.

## Verk
Liliʻuokalani var även författare och kompositör. Hennes mest kända verk är hennes memoarer, Hawaii's Story by Hawaii's Queen, ISBN 0-8048-1066-4.

### Som musiker
Lili‘uokalani var också en produktiv musiker. Hennes mest kända sång är Aloha ‘Oe, som hon komponerade under sin husarrest och som har spelats in av bland andra Elvis Presley. Hon komponerade över 200 andra sånger. Tillsammans med tre av sina syskon hör hon till de s.k. fyra himmelska. År 1866 bad kungen Kamehameha V Lili‘uokalani om att skriva text till kungarikets nya nationalsång, He Mele Lāhui Hawai‘i. Lili‘uokalani var en ansedd musiker redan som 15-åring och ville att hennes musik skulle vara så tillgänglig som möjligt: hon ordnade regelbundet konserter i ‘Iolani-palatset. Då Lili‘uokalani besökte Storbritannien år 1887 för att delta i Drottning Viktorias Guldjubileum, tonsatte hon sången The Queen's Jubilee som gåva till drottningen.
Andra kända sånger komponerade av Lili‘uokalani är bl.a.:
- He Pule
- Kokohi
- Puia Ka Nahele
- Ka Wai Mapuna
- He Inoa Ka‘iulani
- He Kanikau Leleiohoku

## Utmärkelser
- Kungliga orden av Kamehameha I (Hawaii, 1879)
- Kungliga orden av Kalākaua (Hawaii, 1879)
- Kungliga orden av Oceaniens stjärna (Hawaii, 1887)
- Kungliga orden av Hawaiis krona (Hawaii, 1883)
- Dyrbara Kronans orden (Japan, 1890)
- Drottning Viktorias jubileumsmedalj (Storbritannien, 1887)

Källa:

## Galleri

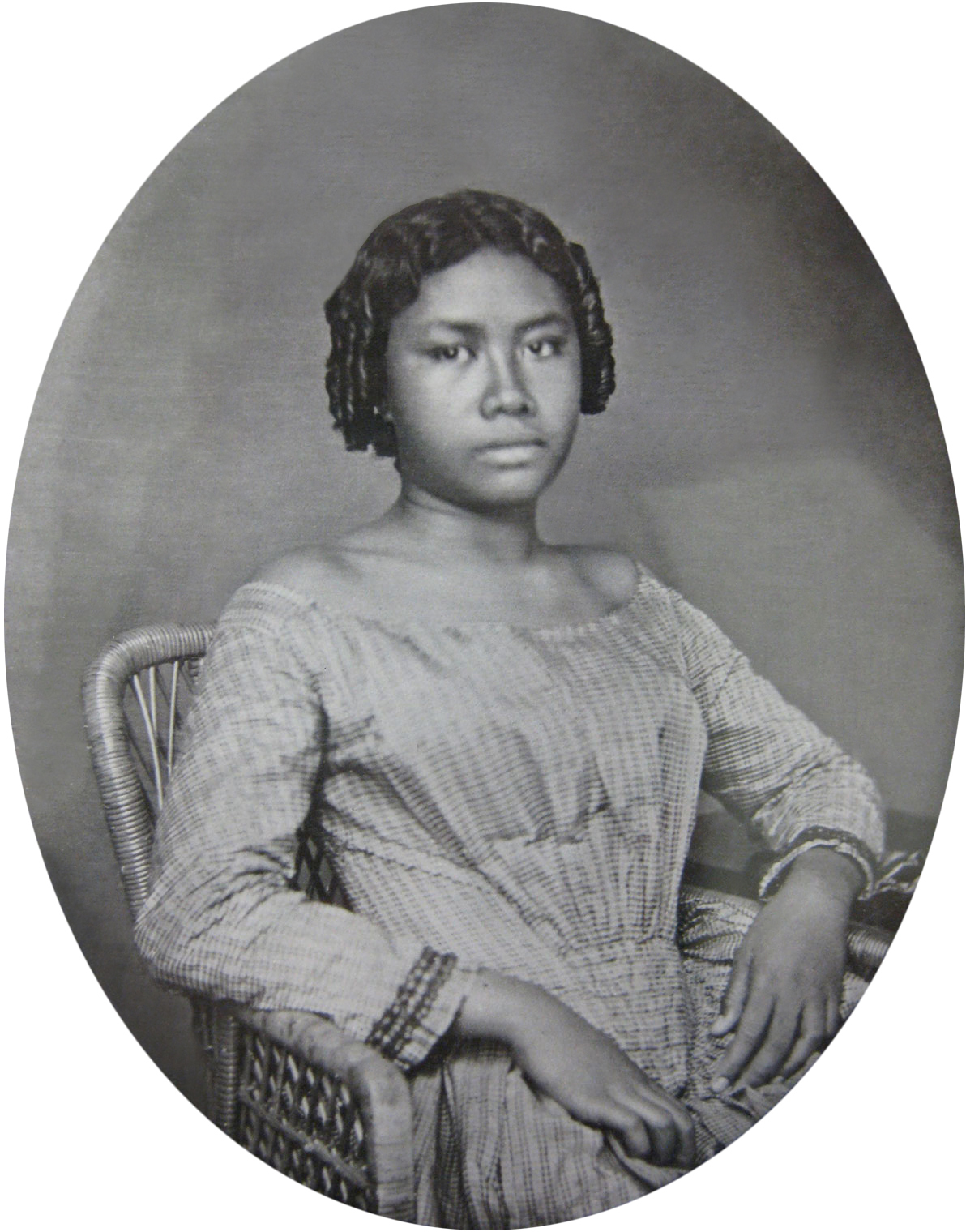
Liliʻuokalani ca. 1853
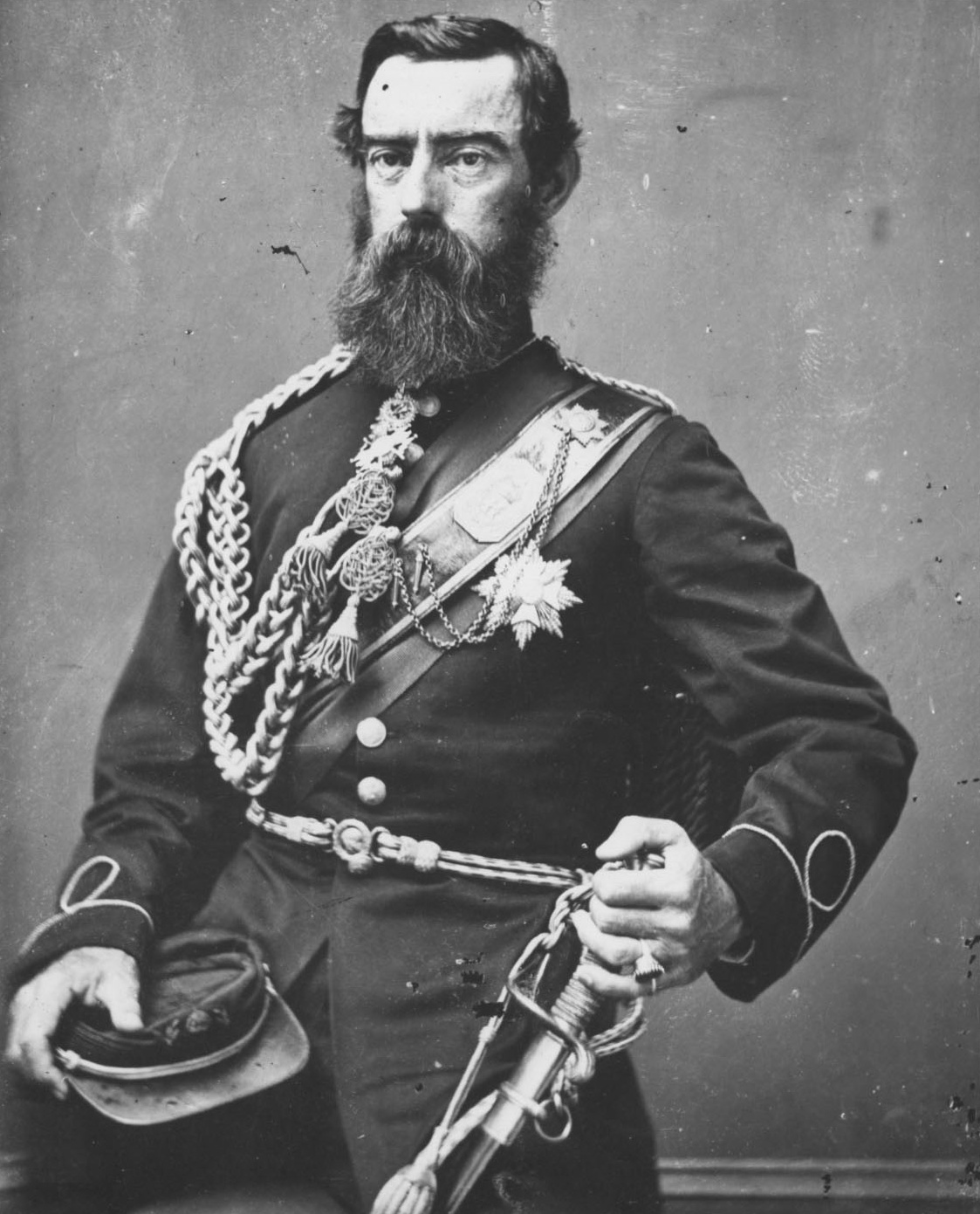
John Owen Dominis, drottningens gemål
Liliʻuokalanis monogram som drottning.
Liliʻuokalani leds till palatsen där hon hölls i husarrest 1895.
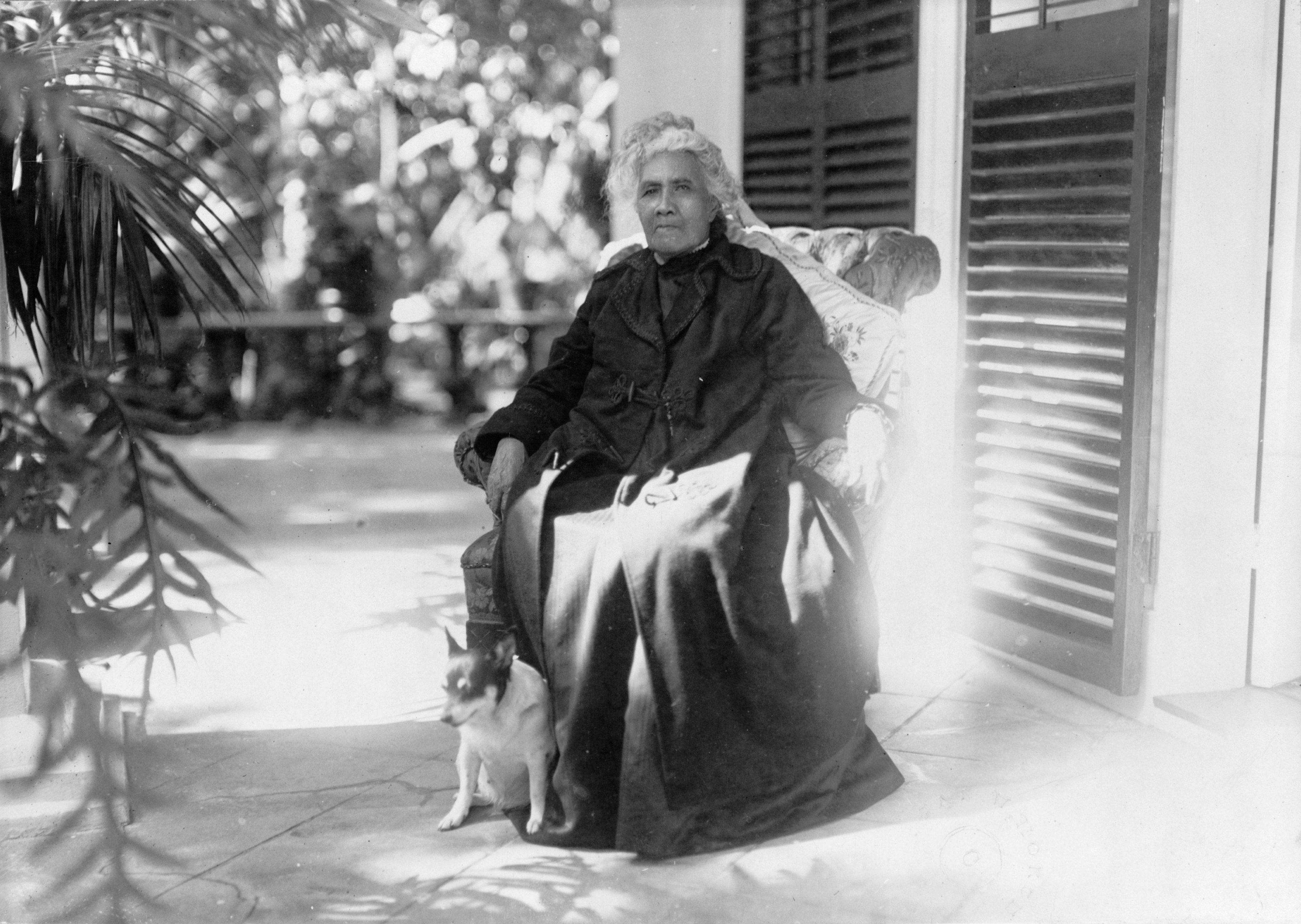
Liliʻuokalani år 1917.